# حبال الريح (مسلسل)
حبال الريح هو مسلسل دراما وخيال مغربي من إخراج إدريس الروخ ومن تأليف توفيق الحماني سنة 2015، وبطولة كل من محمد خيي، جميلة الهوني، أسامة البسطاوي، فرح الفاسي، إدريس الروخ، يوسف الجندي، وغيرهم. بث المسلسل على القناة الثانية طيلة شهر رمضان 2015. يحكي المسلسل قصة طمع وانتقام واحتيال لأجل الاستحواذ على السلطة، وذلك في فترة زمنية غير موضحة المعالم.

## قصة المسلسل
تدور أحداث المسلسل في فترة زمنية غير موضحة المعالم في المغرب، متناولًا عدد كبير من الحكايات المتداولة التي تتراوح بين التاريخ والأسطورة، وعلى رأسها حكاية ساق الشيح.

## طاقم التمثيل

### أدوار رئيسية
| الممثل         | الدور       |
| -------------- | ----------- |
| محمد خيي       | تاج النخلة  |
| جميلة الهوني   | عود الريحان |
| أسامة البسطاوي | ريحة الحناء |
| فرح الفاسي     | سالف الشمس  |
| إدريس الروخ    | ساق الشيخ   |
| يوسف الجندي    | قدام الربح  |

### أدوار ثانوية
- عدنان موحجة
- عبد اللطيف الخمولي
- عبد الحق بلمجاهد
- جلال بوفطايم
- منصور بدري
- رفيق بوبكر
- مريم أجدو
- عبد الإله رشيد
- هاشم البسطاوي
- المهدي فولان
- فاطمة الزهراء قنبوع
- رجاء خرماز
- زكرياء أشكور
- فاطمة الزهراء بلدي
- مصطفى تاه تاه
- حسن فولان
- أمال التمار
- فؤاد سعد الله
- أحمد الشحيمة
- إنصاف زروال

## وصلات خارجية
- حبال الريح على موقع قاعدة بيانات الأفلام العربية